# Liste der Biografien/Steig
Liste der Biografien |
Portal Biografien |
Personensuche
# |
A |
B |
C |
D |
E |
F |
G |
H |
I |
J |
K |
L |
M |
N |
O |
P |
Q |
R |
S |
T |
U |
V |
W |
X |
Y |
Z |
?
 
Sa |
Sb |
Sc |
Sd |
Se |
Sf |
Sg |
Sh |
Si |
Sj |
Sk |
Sl |
Sm |
Sn |
So |
Sp |
Sq |
Sr |
Ss |
St |
Su |
Sv |
Sw |
Sy |
Sz
 
Sta |
Ste |
Sth |
Sti |
Stj |
Stl |
Sto |
Str |
Sts |
Stt |
Stu |
Stv |
Stw |
Sty
 
Stea |
Steb |
Stec |
Sted |
Stee |
Stef |
Steg |
Steh |
Stei |
Stej |
Stek |
Stel |
Stem |
Sten |
Steo |
Step |
Ster |
Stes |
Stet |
Steu |
Stev |
Stew |
Stey |
Stez
 
Steib |
Steic |
Steid |
Steie |
Steif |
Steig |
Steij |
Steik |
Steil |
Steim |
Stein |
Steio |
Steir |
Steis |
Steit |
Steiw |
Steix
Die Liste der Biografien führt alle Personen auf, die in der deutschsprachigen Wikipedia einen Artikel haben. Dieses ist eine Teilliste mit 145 Einträgen von Personen, deren Namen mit den Buchstaben „Steig“ beginnt.

## Steig
- Steig, Alexander (* 1968), deutscher Künstler
- Steig, Csaba (* 1971), ungarischer Radrennfahrer
- Steig, Jeremy (1942–2016), US-amerikanischer Jazzflötist
- Steig, Reinhold (1857–1918), deutscher Autor und Literaturwissenschaftler
- Steig, William (1907–2003), US-amerikanischer Cartoonzeichner

### Steiga
- Steigauf, Mona (* 1970), deutsche Leichtathletin und Olympiateilnehmerin

### Steigb
- Steigberg, Uli (1923–1987), deutscher Schauspieler und Hörspielsprecher

### Steige
- Steigenberger, Albert (1889–1958), deutscher Hotelier
- Steigenberger, Armin (* 1965), deutscher Lyriker
- Steigenberger, Claus (* 1958), deutscher Schauspieler, Kabarettist, Regisseur und Autor
- Steigenberger, Egon (1926–1985), deutscher Hotelier
- Steigenberger, Gerhoh (1741–1787), deutscher Augustiner-Chorherr, Hochschullehrer und Bibliothekar
- Steigenberger, Petrus (1933–2009), österreichischer Zisterzienser, Abt von Stift Rein
- Steigentesch, August Ernst von (1774–1826), deutsch-österreichischer Dichter, Schriftsteller und Diplomat
- Steiger, Adolf (1844–1917), deutscher Rittergutsbesitzer und Politiker
- Steiger, Adolf (1888–1960), deutscher Politiker (SPD), MdL
- Steiger, Adolf von (1859–1925), Schweizer Politiker (FDP) und Jurist
- Steiger, Albrecht (1723–1793), Schweizer Politiker
- Steiger, Anatolij (1907–1944), russischer Schriftsteller schweizerischer Herkunft
- Steiger, Andreas (* 1973), deutscher Spieleautor
- Steiger, Anton (1756–1809), deutscher Schauspieler, Theaterregisseur und Theaterdirektor
- Steiger, Anton David (1755–1832), österreichischer Mineraloge und Bergbaupionier
- Steiger, Ariana (* 1995), Schweizer Unihockeyspielerin
- Steiger, Arnald (1896–1963), Schweizer Romanist
- Steiger, August (1874–1954), Schweizer Lehrer und Sprachpfleger
- Steiger, August (1884–1963), österreichischer Politiker (CSP), Landtagsabgeordneter
- Steiger, Beatrix von (1889–1974), Schweizer Kulturschaffende
- Steiger, Benedikt (1810–1889), österreichischer Zisterzienser und Abt
- Steiger, Björn (1960–1969), deutsches Unfallopfer
- Steiger, Bruno (* 1946), Schweizer Schriftsteller
- Steiger, Carl (1857–1946), Schweizer Flugzeugkonstrukteur, Flugpionier und Maler
- Steiger, Caroline (1800–1886), deutsche Schauspielerin
- Steiger, Charly (* 1958), deutsche Medienkünstlerin und Autorin
- Steiger, Christa (* 1951), deutsche Politikerin (SPD), MdL
- Steiger, Christoph von (1651–1731), Schweizer Magistrat
- Steiger, Christoph von (1694–1765), Schweizer Magistrat
- Steiger, Daniel (* 1966), Schweizer Radrennfahrer
- Steiger, Daniel (* 1993), Schweizer Unihockeyspieler
- Steiger, Dominik (1940–2014), österreichischer Autor und bildender Künstler
- Steiger, Dominik (* 1978), deutscher Rechtswissenschaftler
- Steiger, Edgar (1858–1919), Schweizer Schriftsteller
- Steiger, Edmund von (1836–1908), Schweizer Politiker
- Steiger, Eduard von (1881–1962), Schweizer Politiker (BGB)Eduard von Steiger (1881–1962)

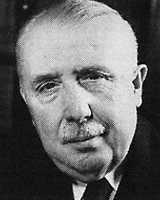
Eduard von Steiger (1881–1962)

- Steiger, Emil (1861–1927), Schweizer Apotheker und Botaniker
- Steiger, Emma (1895–1973), Schweizer Juristin und Frauenrechtlerin
- Steiger, Ernst (1832–1917), deutsch-US-amerikanischer Buchhändler, Zeitungsverleger und Publizist
- Steiger, Ewald (* 1962), deutscher Eishockeyspieler und -trainer
- Steiger, Felix (* 1980), Schweizer Segler
- Steiger, Franz Ludwig (1704–1755), Schweizer Magistratsperson in Bern
- Steiger, Friedemann (* 1938), deutscher evangelischer Pfarrer und Schriftsteller
- Steiger, Gaby (1921–2009), Schweizer Alpinistin, Extrembergsteigerin
- Steiger, Gallus (1879–1966), Schweizer Benediktiner, Abtordinarius der Abteien Lindi und Peramiho in Tansania
- Steiger, Geny (1927–2010), Schweizer Bergsteiger und Bergführer
- Steiger, Georg (1928–2015), deutscher Generalleutnant der NVA
- Steiger, Günter (1925–1987), deutscher Historiker, Bibliothekar und Kustos
- Steiger, Hans (1518–1581), Berner Staatsmann, Landvogt und Schultheiss
- Steiger, Hans von (1859–1945), Schweizer Kupferstecher, Offizier und Kartograf
- Steiger, Heinhard (1933–2019), deutscher Rechtswissenschaftler
- Steiger, Heinrich (1776–1842), Schweizer Textilunternehmer
- Steiger, Heinrich (1862–1943), deutscher Landwirt und Politiker (Zentrum), MdR, preußischer Staatsminister
- Steiger, Helmut (* 1959), deutscher Eishockeyspieler
- Steiger, Horst (1970–1995), österreichischer Fußballspieler
- Steiger, Isaak (1669–1749), Schultheiss von Bern
- Steiger, Ivan (1939–2025), tschechisch-deutscher Karikaturist, Zeichner und Illustrator, Autor und Filmregisseur
- Steiger, Jakob (1833–1903), Schweizer Unternehmer
- Steiger, Jakob Robert (1801–1862), Schweizer Arzt und Politiker
- Steiger, Jan (* 1994), deutscher American-Football-Spieler
- Steiger, Jessica (* 1992), deutsche Schwimmerin
- Steiger, Johann Anselm (* 1967), deutscher Historiker, Theologe und Hochschullehrer, Professor für Kirchen- und Dogmengeschichte
- Steiger, Johann Martin (1829–1899), Schweizer Politiker
- Steiger, Johann Rudolf von (1789–1857), Schweizer Offizier in fremden Diensten und Politiker
- Steiger, Johann Ulrich (1920–2008), Schweizer Holzschneider, Holz- und Steinbildhauer, Lithograf und Galerist.
- Steiger, Joshua (* 2001), österreichischer Fußballspieler
- Steiger, Karl Friedrich (1755–1832), Schweizer Politiker
- Steiger, Karl Friedrich von (1754–1841), Oberamtmann zu Erlach
- Steiger, Klaus (1919–1989), Schweizer Schauspieler
- Steiger, Klaus Peter (1936–2022), deutscher Anglist und Hochschullehrer
- Steiger, Konrad von (1862–1944), Schweizer Architekt und Berner Kantonsbaumeister
- Steiger, Lieuwe (1924–2006), niederländischer Fußballspieler
- Steiger, Lothar (* 1935), deutscher evangelischer Theologe und Hochschullehrer
- Steiger, Marguerite (1909–1990), Schweizer Unternehmerin
- Steiger, Max (* 1942), Schweizer Architekt und Hochschullehrer
- Steiger, Michaela (* 1964), deutsche SchauspielerinMichaela Steiger (* 1964)

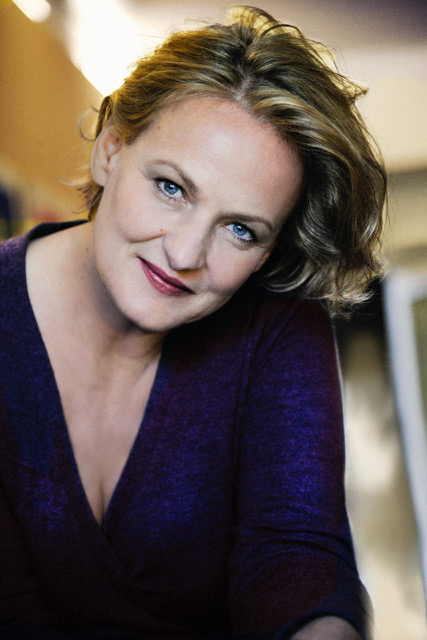
Michaela Steiger (* 1964)

- Steiger, Niklaus Friedrich von (1729–1799), letzter Schultheiss des alten Bern
- Steiger, Otto (1851–1935), deutscher Rittergutsbesitzer, Geheimer Ökonomierat und konservativer Politiker
- Steiger, Otto (1858–1923), Schweizer Rechenmaschinenkonstrukteur
- Steiger, Otto (1865–1931), Schweizer Bildhauer
- Steiger, Otto (1890–1958), Schweizer Politiker (BGB)
- Steiger, Otto (1909–2005), Schweizer Schriftsteller und Radionachrichtensprecher
- Steiger, Otto (1938–2008), deutscher Wirtschaftswissenschaftler und Hochschullehrer
- Steiger, Patrick, Schweizer Künstler
- Steiger, Peter, Schweizer Offizier in fremden Diensten und Politiker
- Steiger, Peter (1928–2023), Schweizer Architekt und Hochschullehrer
- Steiger, Peter (* 1960), Schweizer Radrennfahrer
- Steiger, Philomene (1896–1985), deutsche Weißnäherin und Kommunalpolitikerin
- Steiger, Preston (1898–1931), US-amerikanischer Wasserballspieler
- Steiger, Renate (1934–2006), deutsche evangelische Theologin und Musikwissenschaftlerin
- Steiger, Robert von (1856–1941), Schweizer Porträt-, Genremaler, Historienmaler und Landschaftsmaler der Düsseldorfer Schule
- Steiger, Rod (1925–2002), US-amerikanischer SchauspielerRod Steiger (1925–2002)

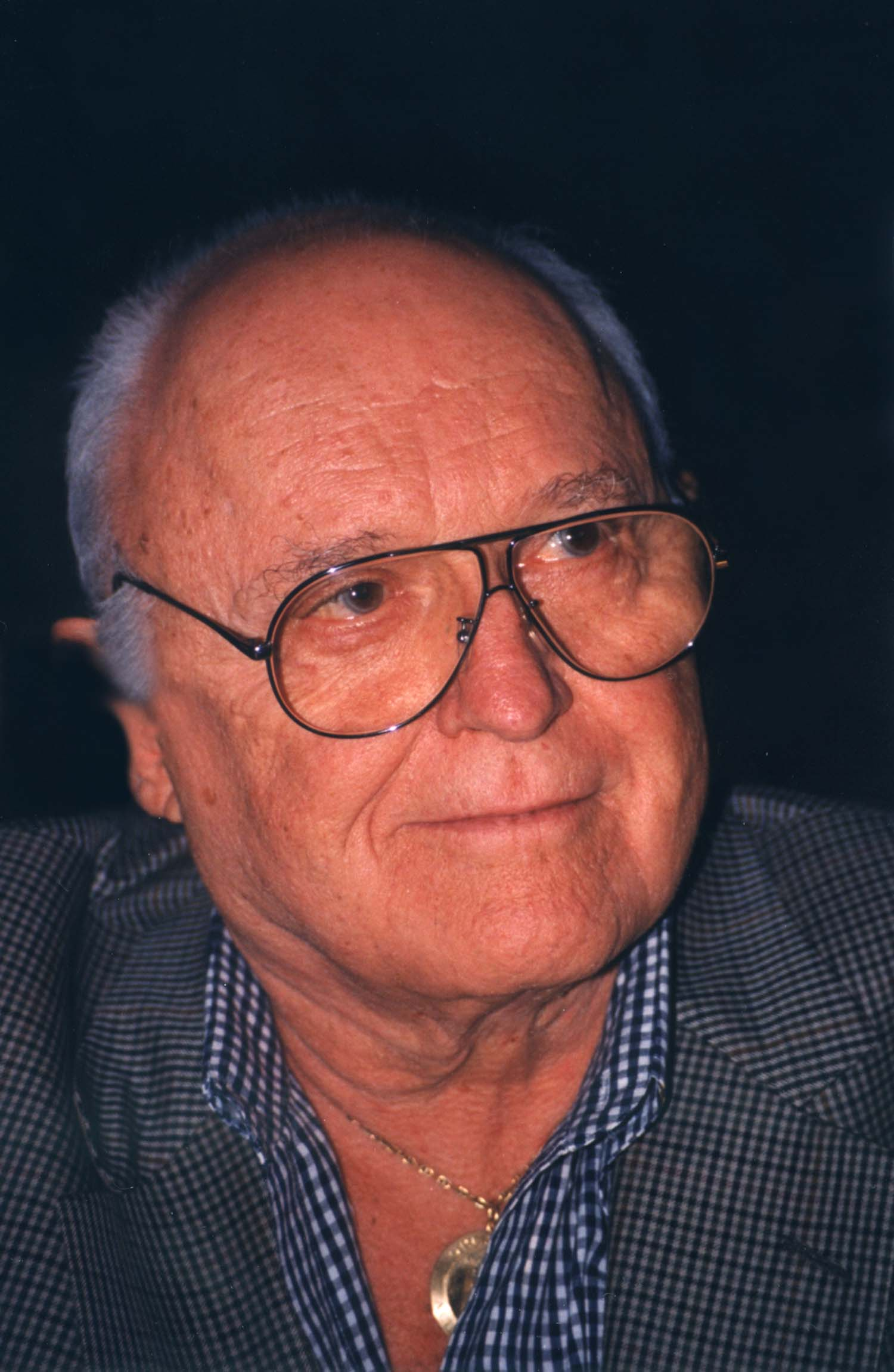
Rod Steiger (1925–2002)

- Steiger, Rudolf (1900–1982), Schweizer Architekt
- Steiger, Rudolf (* 1946), Schweizer Militärwissenschaftler
- Steiger, Rudolf Heinrich (1932–2004), Schweizer Petrograph und Hochschullehrer
- Steiger, Sam (1929–2012), US-amerikanischer Politiker
- Steiger, Sebastian (1918–2012), Schweizer Lehrer
- Steiger, Selina (* 1992), Schweizer Unihockeyspielerin
- Steiger, Susanne (* 1982), deutsche Juwelierin
- Steiger, Thomas (* 1996), deutscher Goalballer
- Steiger, Ueli (* 1954), Schweizer Kameramann
- Steiger, Walther (1881–1943), Schweizer Konstrukteur und Automobilhersteller
- Steiger, Wilhelm (1809–1836), Schweizer reformierter Theologe
- Steiger, William A. (1938–1978), US-amerikanischer Politiker
- Steiger, Wolfgang (* 1964), deutscher Politiker (CDU), MdB
- Steiger-Crawford, Flora (1899–1991), Schweizer Architektin, Möbeldesignerin und Bildhauerin
- Steiger-Meyer, Elise (1838–1905), Schweizer Sozialfürsorgerin und Redaktorin
- Steiger-Züst, Ernst (1865–1932), Schweizer Textilunternehmer
- Steigert, Jan (* 1968), deutscher Bühnen- und Kostümbildner
- Steigerthal, Bodo (1872–1937), deutscher lutherischer Pfarrer, Kirchenrat und Landtagsabgeordneter
- Steigerthal, Johann Georg (1633–1712), deutscher lutherischer Stadtprediger, Superintendent und Autor
- Steigerthal, Johann Georg (1666–1740), Mediziner, Leibarzt Georgs I. von England
- Steigerwald, Adam (1876–1944), banatschwäbischer römisch-katholischer Geistlicher und Märtyrer
- Steigerwald, Dorothea (1918–2014), deutsche evangelische Diakonisse, Erzieherin und Künstlerin
- Steigerwald, Ernő (* 2002), ungarischer Sprinter
- Steigerwald, Erwin (1902–1962), deutscher Agrarwissenschaftler für Gemüse-, Heilpflanzen- und Gewürzpflanzenanbau
- Steigerwald, Frank Neidhart (1940–2002), deutscher Kunsthistoriker
- Steigerwald, Fritz (1937–2011), deutscher Politiker (CSU)
- Steigerwald, Gerhard (* 1933), deutscher katholischer Theologe
- Steigerwald, Jörn (* 1969), deutscher Romanist
- Steigerwald, Karl-Heinz (1920–2001), deutscher Physiker
- Steigerwald, Lucia (1913–1995), deutsche Malerin und Bildhauerin
- Steigerwald, Oskar (1871–1902), deutscher Glasfabrikant
- Steigerwald, Paul (* 1997), deutscher American-Football-Spieler
- Steigerwald, Robert (1925–2016), deutscher DKP-Funktionär und marxistischer Philosoph
- Steigerwald, Wilhelm (1804–1869), deutscher Glashersteller
- Steigerwalt, Giulia (* 1982), US-amerikanisch-italienische Schauspielerin, Drehbuchautorin und Filmregisseurin

### Steigl
- Steigleder, Adam (1561–1633), deutscher Organist und Komponist
- Steigleder, Eugen (1876–1941), deutscher Architekt
- Steigleder, Günter (1925–1995), deutscher SED-Funktionär, Vorsitzender der BPKK Suhl
- Steigleder, Horst (* 1930), deutscher Kapitän zur See a. D. und Militärhistoriker
- Steigleder, Johann Ulrich (1593–1635), deutscher Organist und Komponist des Frühbarock
- Steigleder, Klaus (* 1959), deutscher Philosoph
- Steiglehner, Coelestin II. (1738–1819), letzter Fürstabt von St. Emmeram

### Steigm
- Steigmeier, Andreas (* 1962), Schweizer Historiker
- Steigmiller, Jakob (* 1990), deutscher Bahn- und Straßenradrennfahrer

### Steign
- Steigner, Emil (1908–2001), deutscher Küfermeister
- Steigner, Walter (1912–1983), deutscher Journalist und Rundfunkintendant